# 신원식 (1958년)
신원식(申源湜, 1958년 7월 24일~)은 대한민국 육군 중장 출신 정치인이다. 제21대 국회의원이자 제49대 국방부 장관이다.

## 생애
1981년 육군사관학교 37기를 졸업하고 소위로 임관했다. 2016년까지 육군에서 근무하며 합참 작전본부장과 합참차장을 지냈고, 최종 계급은 중장이었다. 
국민의힘 비례대표로 제21대 국회의원이며, 2023년 10월 윤석열 정부의 국방부 장관으로 임명되었다.

## 비판

### 군사망사고 원인 조작
1985년 10월 24일 당시 신원식 대위가 중대장이었던 육군 8사단 21연대 2대대 5중대 소속 이등병이 오발탄에 순직했는데, 대통령 직속 군사망사고진상규명위원회는 재조사를 실시하여 당시 간부들이 오발탄을 불발탄이라고 조작했다고 결론내렸다.

## 계엄령 반대
국방부장관 시절인 2024년 3월 김용현 당시 대통령 경호처장과 계엄령 관련 문제를 놓고 언성을 크게 높여가면서 싸웠다. 신원식은 "지금이 어느 시대인데 계엄령이냐, 말이 되냐?"라며 계엄령을 강하게 반대했고 김용현은 계엄령을 해야만 한다고 맞섰다. 이후 계엄령을 막기 위해서 계엄령의 주범 중 하나인 문상호 정보사령관을 보직해임 시키려 시도하다가 도리어 본인이 국방부장관에서 해임되었다. 윤석열 대통령은 신원식을 국방부장관에서 경질 후 국가안보실장으로 옮기고 김용현을 국방부장관으로 임명했다.

## 경력
- 1981.08~1982.10: 제25보병사단 70연대 1대대 1중대 소대장
- 1982.10~1983.05: 제5군단 705특공연대 4중대 소대장
- 1983.05~1984.08: 제6군단 706특공연대 1대대 4중대 소대장
- 1984.08~1986.03: 제8보병사단 21연대 5중대장
- 1986.03~1987.04: 제73보병사단 205보병연대 7중대장
- 1987.04~1988.08: 제28보병사단 작전장교
- 1989.07~1991.09: 육군대학 전술학처 교관
- 1991.09~1992.09: 수도방위사령부 대침투전장교
- 1992.09~1994.11: 수도방위사령부 작전장교
- 1994.11~1997.02: 제15보병사단 수색대대장
- 1997.02~1998.01: 제15보병사단 정보참모
- 1998.01~1999.01: 제15보병사단 작전참모
- 1999.02~2000.03: 합동참모본부 위기조치담당
- 2000.03~2001.12: 합동참모본부 계획총괄담당
- 2001.12~2002.12: 특수전교육단 학생대장
- 2002.12~2003.11: 육군제2군사령부 검열반장
- 2003.11~2005.06: 제53보병사단 제126보병연대장
- 2005.06~2005.11: 특수전교육단 교수부장
- 2005.11~2006.11: 합동참모본부 합동작전과장
- 2006.11~2007.11: 육군사관학교 생도대장
- 2007.11~2008.04: 합동참모본부 전투준비검열차장
- 2008.04~2010.06: 국방부 국방정책실 정책기획차장
- 2010.06~2011.05: 육군 제3보병사단장
- 2011.05~2012.11: 국방부 정책기획관
- 2012.11~2013.11: 제30대 육군 수도방위사령관[5]
- 2013.11~2015.04: 합동참모본부 작전본부장
- 2015.04~2015.01: 합동참모차장[6]
- 2015.11~2016.01: 육군인사사령부 연구관
- 2016.01: 육군 중장 예편
- 2016.02~2017.01: 고려대학교 연구교수
- 2017.01: 바른정당 안보 분야 창당 발기인
- 2017.04~2017.05: 대한민국 제19대 대통령 선거 바른정당 유승민 캠프 안보특별위원회 위원장
- 2017.09~2018.08: 고려대학교 연구교수
- 2018.03~2018.10: 자유한국당 북핵폐기 추진위원회 위원
- 2020년 4월 15일: 대한민국 제21대 국회의원 선거 당선(비례대표, 미래한국당, 초선)
- 2020.05~2023.10: 제21대 국회의원
- 2020.06~2020.09: 미래통합당 비상대책위원회 외교안보특별위원회 위원
- 2020.09~2021.06: 국민의힘 비상대책위원회 외교안보특별위원회 간사위원
- 2020.10~2021.06: 국민의힘 인재영입위원회 부위원장
- 2020.11~2021.06: 국민의힘 정책조정위원회 제4정조부위원장(외통·국방·정보 분야)
- 2020.12~2021.03: 국민의힘 4.7 재보궐선거 공약개발단 공통공약 개발단 안심안전팀 위원
- 2021.03~2021.04: 국민의힘 4·7재보궐선거 서울시장 보궐선거 선거대책위원회 직능본부장
- 2021.07~2023.10: 국민의힘 천안함 생존 장병과 유가족 지원을 위한 TF 위원장
- 2021.07~2023.10: 국민의힘 대외협력위원회 부위원장
- 2021.08~2021.11: 국민의힘 유승민 제20대 대통령 선거 예비후보 희망22 정책본부 정책3본부장(안보)
- 2021.12~2022.01: 국민의힘 선거대책위원회 중앙선거대책위원회 산하 위원회 글로벌비전위원회 부위원장
- 2022.06~2022.07: 국민의힘 해수부 공무원 피격사건 진상조사 TF 위원
- 2022.07~2023.10: 국민의힘 국가안보 문란 실태조사 TF 부위원장
- 2022.09~2023.03: 국민의힘 정책조정위원회 제4정조위원장(외통·국방·정보 분야)
- 2022.10~2022.12: 국민의힘 북핵위기대응특별위원회 부위원장
- 2023.04~2023.10: 국민의힘 정책위원회 정책조정위원회 제4정조위원장(외통·국방·정보 분야)
- 2023.10~2024.09: 제49대 국방부 장관
- 2023.10~2025.06: 대통령직속위원회 국방혁신위원회 위원(당연직위원)
- 2023~: 대한민국 예비역 장성모임 성우회 고문
- 2024.08~2025.06: 제8대 국가안보실장

### 의정 활동
- 2020년 5월 30일~2023년 10월 31일: 제21대 국회의원(비례대표, 미래한국당→미래통합당→국민의힘, 초선)
  - 2020.06~2023.10: 국민미래포럼 회원
  - 2020.07~2022.04: 제21대 국회 전반기 국방위원회 위원
  - 2020.07~2021.09: 제21대 국회 전반기 운영위원회 위원
  - 2020.07~2023.10: 국회 글로벌외교안보포럼 회원
  - 2020.07~2023.10: 자유경제 포럼 회원
  - 2021.09~2022.05: 제21대 국회 전반기 정보위원회 위원
    - 제21대 국회 전반기 정보위원회 예산결산심사소위원회 위원
    - 제21대 국회 전반기 정보위원회 청원심사소위원회 위원

  - 2022.04~2022.05: 제21대 국회 전반기 국방위원회 간사
    - 제21대 국회 전반기 국방위원회 예산결산심사소위원회 위원

  - 2022.07~2023.09: 제21대 국회 후반기 국방위원회 간사
    - 제21대 국회 후반기 국방위원회 예산결산심사소위원회 위원장
    - 제21대 국회 후반기 국방위원회 청원심사소위원회 위원장

  - 2023.09~2023.10: 제21대 국회 후반기 국방위원회 위원

## 역대 선거 결과
|  | 33.50% |

|  | 33.84% |

## 서훈
- 2008.10: 대통령 표창
- 2011.10: 보국훈장 천수장
- 2016.01: 보국훈장 국선장

## 저서
- 《대한민국 파괴되고 있는가 - 문재인 정권의 대한민국 파괴》 (북앤피플, 2019년) - 공동 저자: 최광, 김경회, 김문수, 김정호, 김태우, 박석순, 박인환, 성창경, 양준모, 윤덕민, 정규재, 정범진, 조갑제, 조희문

## 같이 보기
- 대한민국 제21대 국회의원 선거 미래한국당 후보 목록#비례대표
- 대한민국의 합동참모차장
- 대한민국의 국방부 장관
- 대한민국의 국가안보실장
- 윤석열 정부의 국무위원